# نيكي فيسر
نيكي فيسر (بالإنجليزية: Nikki Visser) هي عارضة أسترالية، ولدت في 24 مارس 1975 في بروكن هيل في أستراليا.